# Multikulturalismus
Multikulturalismus je myšlenkový a politický směr (kulturní ideologie), který zastává stanovisko, že v jednom státě mohou společně žít nejen jednotlivci, ale i skupiny s různou kulturou, a zdůrazňuje prospěšnost kulturní rozmanitosti pro společnost a stát. Je živý v zemích, jejichž obyvatelé pocházejí z rozdílného kulturního prostředí, a v některých z nich se uplatňuje i jako konkrétní politika státu. Cílem je politicky sjednotit všechny občany bez ohledu na jejich původ, etnicitu či přesvědčení, a to tak, že si pokud možno zachovají své kulturní odlišnosti. Na rozdíl od multikulturality, což je fenomén, který konstatuje koexistenci různých socioekonomických seskupení na jednom území, je multikulturalismus cíl snažení, který se snaží tuto tendenci popsat jako žádoucí. Prosazuje se zejména v zemích západní Evropy, v severní Americe (USA, Kanada), ale také v Austrálii.

## Vznik a vývoj
Soužití lidí, kteří pocházejí z různých kultur a prostředí, případně i hovoří různými jazyky, se objevilo už v pozdní antice ve velkých městech s množstvím přistěhovalců. Řešil se spontánně vznikem zjednodušené řečtiny a později latiny jako společného komunikačního jazyka (lingua franca) a rozdělením měst na různé čtvrti, často podle kultury nebo náboženství jejich obyvatel. Například v historickém jádru Jeruzaléma se toto rozdělení dodnes zachovalo alespoň v názvech čtvrtí.

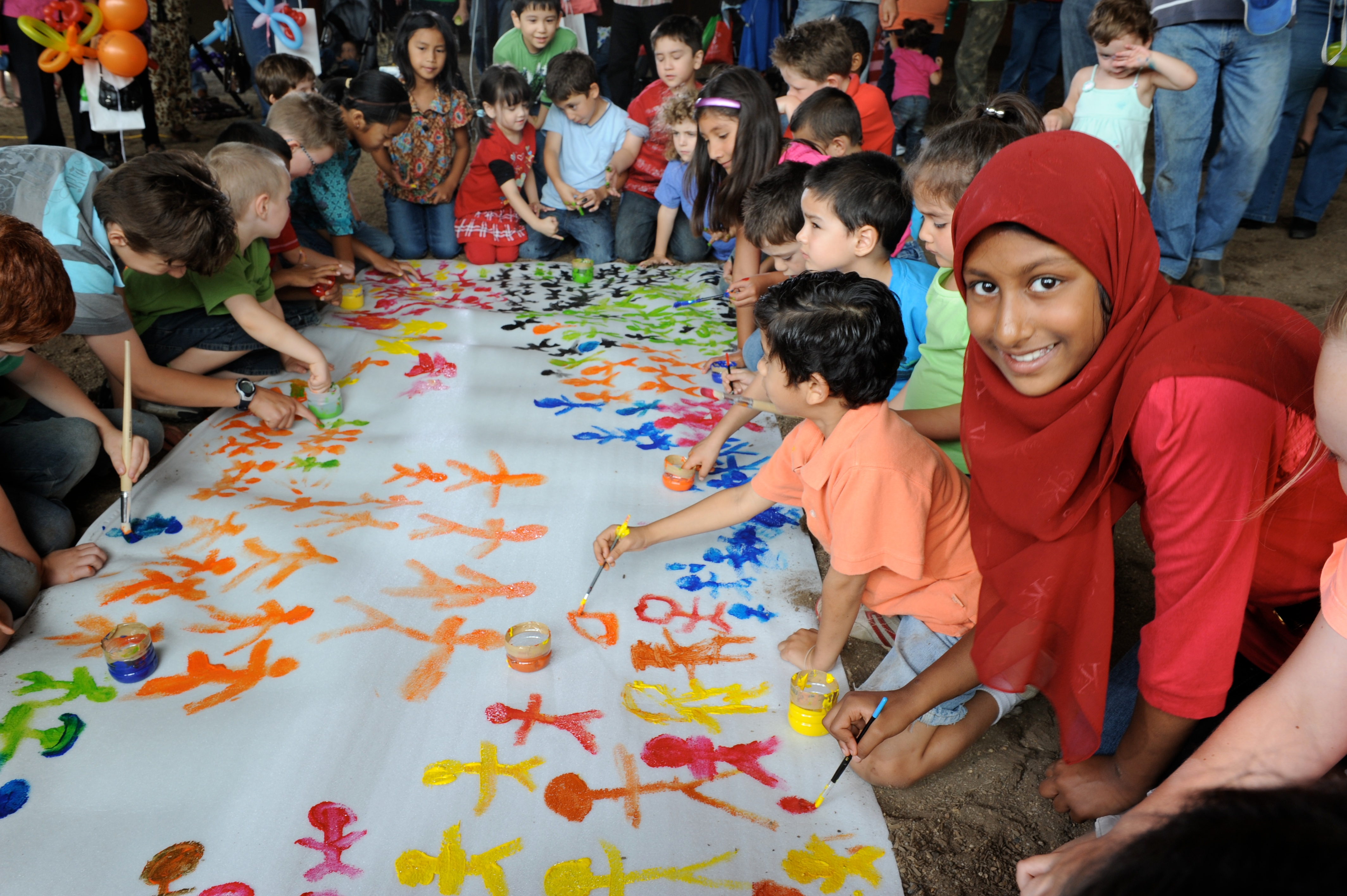
Harmony Day propagující multikulturalismus se v Austrálii slaví od roku 1999

Ve středověkých převážně zemědělských společnostech nedělala jazyková a kulturní pluralita velké problémy, ve městech toto však platit nemuselo. To se radikálně změnilo v průběhu novověku, a to zejména z těchto důvodů:
- postupující centralizace států a růst centrální moci;
- vznik státní byrokracie, která musí jednat s každým občanem přímo;
- vznik průmyslu a masová migrace obyvatel do měst;
- snaha o řešení politických problémů zejména parlamentní diskusí, která vyžaduje jazykovou komunikaci;
- vznik veřejného mínění, masových médií a volebních kampaní, které se ovšem odehrávají v určitém jazyce;
- masový pohyb obyvatel z chudých do bohatších zemí.

## Názorové směry multikulturalismu
- Pluralistický multikulturalismus je v podstatě téměř totožný s politicko-filozofickou koncepcí, která je označována jako komunitarismus. Již z tohoto názvu vyplývá, že nejdůležitější pro život jednotlivce ve společnosti je komunita – skupina se stejnou kulturou a specifickou kolektivní identitou. Klade důraz na odlišnost – kulturní rozmanitost. Každá kultura by měla být vnímána jako samostatný celek, do kterého by nemělo být zasahováno, ale naopak by měl být podporován v samostatnosti. V oblasti vzdělávání se klade důraz zejména na „multikulturní gramotnost“. Celá společnost by měla mít znalost o zvláštnostech minoritních sociokulturních skupin, ale i naopak daná skupina by měla znát, jak pracuje dominantní kultura. Hlavními představiteli tohoto směru jsou Charles Taylor, Michael Walzer a Michael Sandel.

- Liberální multikulturalismus je založen na liberálních hodnotách, jako je rovnost před zákonem a svoboda, jak osobní tak i náboženská, ekonomická nebo i politická. Vytváření identity neomezují žádné závazné a stálé cíle.[1] Žádná skupina nesmí být utlačována kulturami jinými a všechny kultury by si měly být rovny. Tento proud je zaměřen zejména na jednotlivce a jeho začlenění se a vytvoření občanského společenství rovnoprávných osob. Proklamovaným modelem soužití je integrace odlišných: veřejný prostor by měl fungovat neutrálně (kulturně, etnicky) a kulturní odlišnosti jedince by měly být ponechány do osobního života. Odmítá jakoukoliv formu nacionalismu, protože ten vylučuje osoby, které jsou součástí státu, společnosti. Hlavními představiteli jsou Will Kymlicka nebo také John Rex. Liberální multikulturalismus je prosazován zejména ve Francii a vychází z tradic Velké francouzské revoluce.[2][3]

- Kritický multikulturalismus patří k nejnovějším proudům, protože vznikl až v 90. letech 20. století. Společně jako další proudy zdůrazňuje přítomnost odlišností ve společnosti, ale spíše je chápe jako učební nástroj pro jedince, který by si tak měl uvědomit, jakým způsobem jsou utvářeny naše hodnoty, identita a pohled na svět. Na rozdíl od pluralistického multikulturalismu se kritický tolik nesoustředí na oslavu kultur. Soustřeďuje se zejména na to, jakým způsobem ekonomicky, sémioticky, politicky, výchovně a institucionálně vzniká, sexismus a třídní předpojatost.[4] To znamená, že se snaží ukázat nerovnosti v přístupu kulturních skupin ke vzdělání a rozdělování zdrojů a usiluje o napravení těchto nerovností. K nápravě využívá pojmu solidarity, která nejen zachovává rozdílnosti, ale také pro každého člena společnosti nabízí společný cíl.[5]

„Klade důraz na překračování meziskupinových hranic; zabývá se mechanismy utváření individuálních i kolektivních identit; Identitu chápe jako situačně podmíněnou, meziskupinové hranice jsou výtvorem lidských společenství, jsou proměnlivé a je možné je přeformulovat podle nových společenských potřeb.“
Nejdůležitějšími představiteli jsou Peter McLaren, Joe L. Kincheloe nebo Shirley R. Steinberg.

## Moderní situace
Slovo multikulturalismus se poprvé objevilo ve Švýcarsku v roce 1957, jako vyjádření charakteristiky národa, který je politicky jednotný, ačkoliv je kulturně velmi rozdílný.[zdroj?]

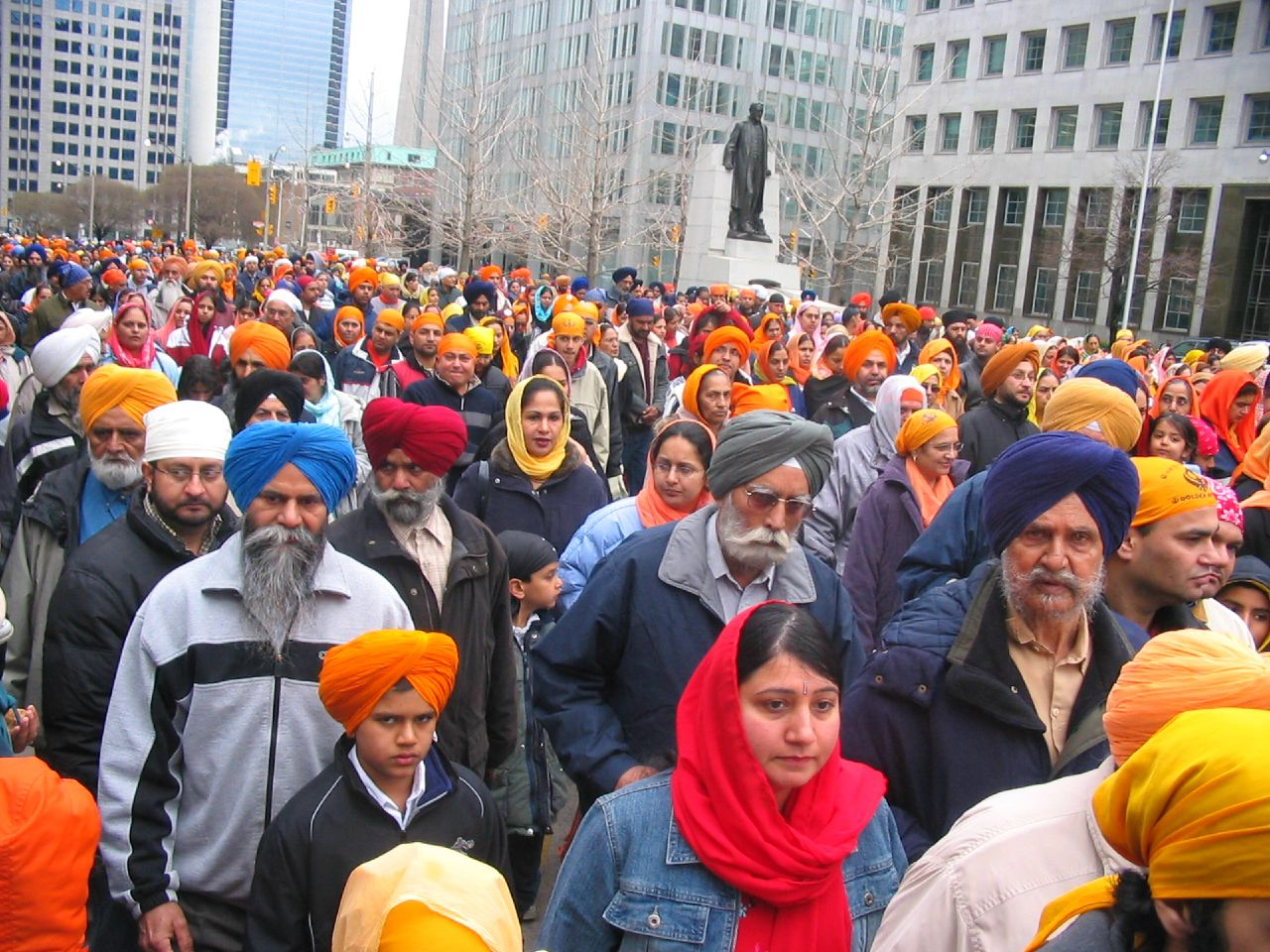
Sikhové v kanadském Torontu

Vlastní ideologie multikulturalismu vznikla v 60. letech v Kanadě, kde šlo o politické sjednocení frankofonního a anglofonního obyvatelstva. Kanada v roce 1971 přijala multikulturalismus jako státní ideologii, kterou je dodnes. Kanada každoročně přijímá kolem 280 000 nových imigrantů a většina z nich je neevropského původu.
Od 70. let 20. století se rozvoj rozmanitých kultur přenesl i do Evropy, jednak migrací obyvatel bývalých kolonií do „mateřských zemí“ (Anglie, Francie, Nizozemsko), jednak organizovanou migrací dělníků (německy Gastarbeiter) do bohatých evropských zemí. Když se ukázalo, že tito lidé se většinou do své vlasti nevrátí, mohly se tyto země pokusit příchozí pracovníky asimilovat, tj. přimět k přijetí většinového jazyka a kultury podle vzoru amerického „melting pot“ (česky „tavicí hrnec“, kde se různé složky slévají do jediného amerického národa). Tato plná integrace a asimilace se v USA dařila, dokud tam vystěhovalci přicházeli jednotlivě a zcela z vlastního rozhodnutí.[zdroj?] S masovou imigrací z Latinské Ameriky však v posledních letech také naráží na své meze:[zdroj?] přistěhovalci si zachovávají svůj jazyk a vytvářejí oddělené subkultury, mají vlastní televizní stanice apod. Oficiálně však USA multikulturalismus nikdy nepřijaly a stále se drží ideálu "melting pot".
V Evropě konce 20. století už tato cesta nebyla možná,[zdroj?] a tak jednotlivé země hledaly řešení v multikulturní politice a výchově (lidově „multi-kulti“[zdroj?]). Tento fenomém je relativně nový, dříve se např. ve Francii, v Nizozemsku (od roku 1980) nebo ve Skandinávii uplatňoval model asimilační, zatímco v zemích jako Německo, Rakousko nebo Švýcarsko model diskriminační.
V roce 2011 se od multikulturalismu distancovali tři největší evropští lídři: německá kancléřka Merkelová, britský premiér Cameron i francouzský prezident Sarkozy. Všichni shodně prohlásili, že multikulturalismus selhal. Multikulturalismus je hojně kritizován napříč politickým spektrem, jak o tom svědčí také masívní úspěch knihy sociálnědemokratického ekonoma Thila Sarrazina „Německo páchá sebevraždu“ (2008). S tezí, že multikulturalismus a multikulturní koncepce vůči přistěhovalcům selhaly, souhlasí i předseda ODS Petr Fiala. V dubnu 2022 švédská premiérka Magdalena Anderssonová prohlásila, že Švédsko nedokázalo integrovat imigranty, kteří do země přišli za posledních 20 let, a uvnitř země vznikly „paralelní společnosti“ s vysokou mírou kriminality.
Na počátku druhé dekády 21. století někteří západní politici, například americký prezident Joe Biden nebo kanadský premiér Justin Trudeau, nadále prosazovali multikulturní model společnosti a růst rasové a kulturní diverzity prostřednictvím imigrace. Každý rok Kanada slaví dne 27. června Multikulturní Den Kanady.

## Snahy o politická řešení
Problém koexistence různých kultur a náboženství ve společném státě v moderní společnosti představuje velmi citlivou otázku. I snahy o řešení prostřednictvím požadavku na vzájemnou toleranci ovšem předpokládají, že se jejich členové dokáží navzájem aspoň domluvit. K tomu není třeba plná asimilace, tj. přijetí většinové kultury, ale přinejmenším vzájemné občanské uznání a znalost společného jazyka.[zdroj?] Zkušenost navíc ukazuje, že příliš malá míra integrace menšiny a příchozí handicapuje (například pokud nemluví většinovým jazykem a shánějí zaměstnání), vede ke vzniku ghet (obvykle spjatých s vysokou mírou kriminality) a vyvolává nebezpečná napětí. Hledání rovnováhy mezi právem imigrantů na vlastní kulturu a udržením občanského míru a sociální stability celé společnosti se v různých částech světa ubírá různým směrem, problémy, včetně přistěhovaleckého násilí, však zasáhly jak země preferující model založený na formálním nerozlišování obyvatel podle původu, tak země kladoucí důraz na podporu menšinových identit.[zdroj?]
Mezi přistěhovalci často vznikají fundamentalistická hnutí, která se ostře vymezují proti hodnotám hostitelské země. Sám pojem multikulturalismu se tak v řadě zemí stává terčem kritiky a mluví se i o tom, že tento přístup selhal. Stejné stanovisko zaujala i německá kancléřka Angela Merkelová na sjezdu mladých členů CDU v Postupimi, když prohlásila, že se „neosvědčila strategie, podle níž se lidem z různého kulturního prostředí umožnilo žít vedle sebe, aniž by se integrovali.“ a že „snahy Německa vytvořit multikulturní společnost totálně selhaly“.

## Český multikulturalismus

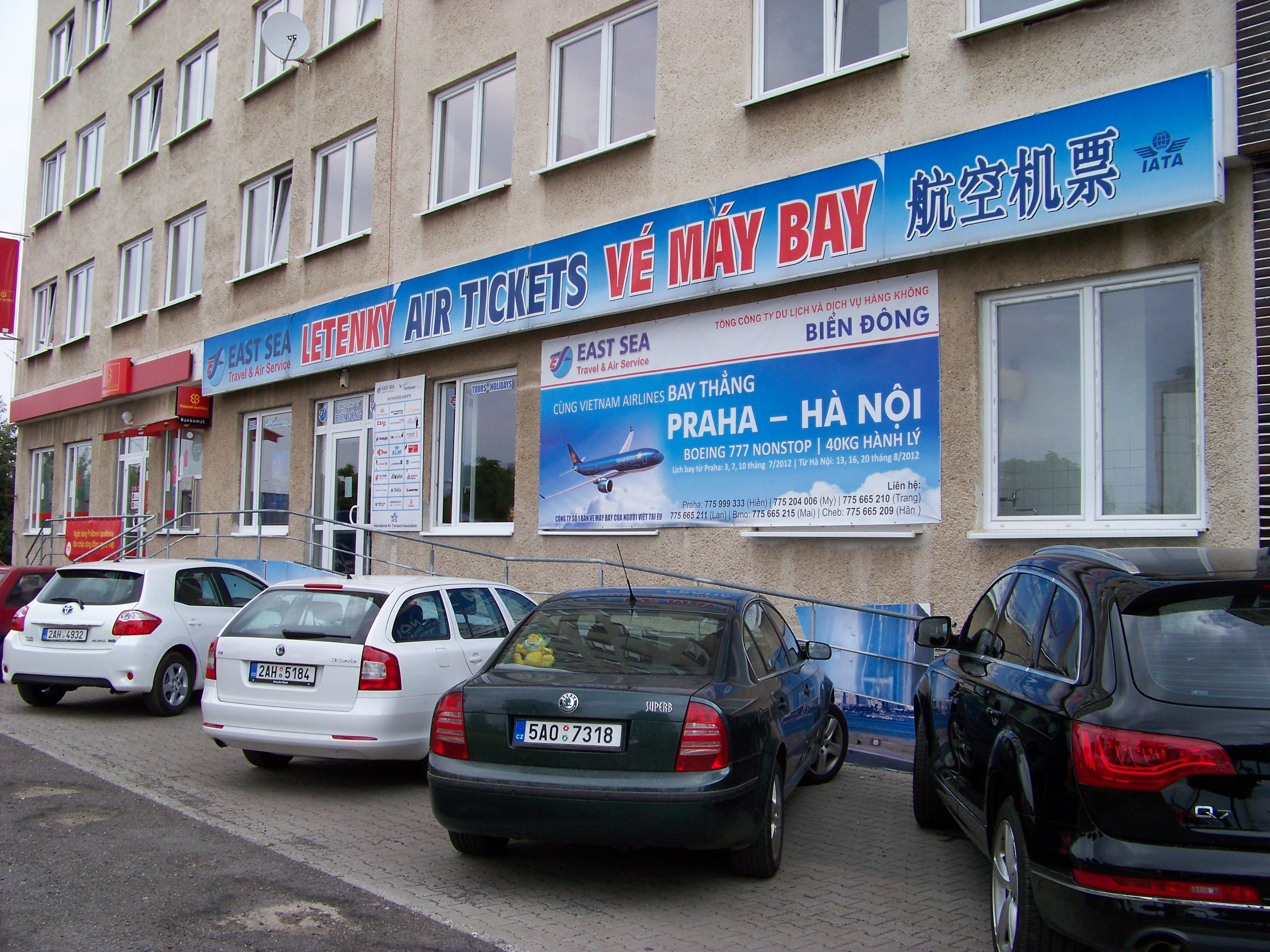
Vietnamská menšina v ČR se svými 83 000 příslušníky v roce 2012 je kulturně odlišná komunita.

„V ČR existuje pár vládních úředníků nebo dokumentů, které to slovo používají. Existuje zde několik neziskových organizací, které to slovo rovněž používají, ale mluvit o multikulturalismu v České republice jako o určité vládní politice podle mě nelze – na rozdíl například od Kanady, Austrálie, Británie či Holandska v minulosti.“, tvrdí český politolog Pavel Barša.
I přes výrazný Baršův skepticismus můžeme vystopovat v české integrační politice určité prvky, které se multikulturní ideologii blíží. Již roku 1999 vznikají první zásady koncepce integrace cizinců na území Česka. Zásady vycházely především z principů rovného přístupu a přirozenosti migrace obyvatelstva. Samotná Koncepce integrace cizinců byla prostřednictvím vládního usnesení deklarována roku 2000, později v letech 2011 ještě aktualizována. Hlavní poselství koncepce zůstává i přes aktualizace nezměněno, jejím hlavním cílem je přiblížení legálních a dlouhodobě pobývajících imigrantů postavení českých občanů.
Česká společnost není stoprocentně homogenní, existují zde národnostní menšiny i skupiny imigrantů. V české společnosti nejčastěji rezonuje problematika romské menšiny (původních imigrantů z Indie), zejména tedy velké pnutí mezi romskou minoritou a majoritní společností. Zatímco Romové se zde necítí jako ve svém přirozeném prostředí a občas dokonce volí možnost emigrace, majoritní společnost nepovažuje romskou komunitu za svou součást.
 V poslední době přibývá také napětí mezi rostoucí minoritou původem z Ukrajiny a majoritní českou národností, nebo podobně rostoucí ruskou minoritou.
Při posledním sčítání lidu roku 2011 bylo zjištěno, že 70 % občanů České republiky se hlásí k české, moravské či slezské národnosti (25 % občanů svou národnost neuvedlo). Mimo těchto národností se lidé hlásí nejvíce k národnosti slovenské, ukrajinské, ruské či vietnamské. V letech 1945–1993 se české země poměrně dost národnostně homogenizovaly, ovšem dříve v minulosti tomu tak rozhodně nebylo. Zajímavá je zejména existence německé menšiny, která v době první republiky dosahovala dokonce 21 % celkového obyvatelstva.